# Alojzy Nowicki
Alojzy Stanisław Nowicki (ur. 12 czerwca 1941 w Inowrocławiu, zm. 27 maja 1993) – polski cukrownik i polityk, poseł na Sejm PRL IX kadencji.

## Życiorys
W 1965 skończył Wyższą Szkołę Rolniczą w Poznaniu. Od 1959 stażysta w Janikowskich Zakładach Sodowych w Janikowie. Od 1965 pracował w Cukrowni „Kruszwica” w Kruszwicy, potem został głównym specjalistą ds. surowcowych w Cukrowni „Mełno”, a w 1971 – zastępcą dyrektora w Cukrowni „Chełmża”. Od 1971 zastępca dyrektora w PP „Cukrownie Leszczyńskie” we Wschowie. W 1979 został dyrektorem PP „Cukrownie Gdańskie” w Malborku. W 1967 wstąpił do Polskiej Zjednoczonej Partii Robotniczej. Radny Miejskiej Rady Narodowej. Wiceprzewodniczący Zarządu Głównego Stowarzyszenia Techników Cukrowników. W latach 1985–1989 pełnił mandat posła na Sejm PRL IX kadencji w okręgu Elbląg z ramienia PZPR. Zasiadał w Komisji Rolnictwa, Leśnictwa i Gospodarki Żywnościowej.
Pochowany na cmentarzu komunalnym w Malborku.

## Odznaczenia
- Medal 40-lecia Polski Ludowej
- Medal „Za zasługi dla obronności kraju”
- Honorowa Odznaka „Za zasługi dla województwa elbląskiego”
- Odznaka „Za zasługi w zwalczaniu powodzi”
- Odznaka „Zasłużony Pracownik Przemysłu Spożywczego i Skupu”
- Odznaka „Zasłużony Pracownik Rolnictwa”
- Honorowa Odznaka Związku Harcerstwa Polskiego
- Honorowa Odznaka Stowarzyszenia Techników Cukrowników